# خانه استاد علی
خانه استاد علی مربوط به دوره صفوی است و در شهرستان میبد، محله کوچک، کوی علی‌آباد واقع شده و این اثر در تاریخ ۲۸ اسفند ۱۳۸۵ با شمارهٔ ثبت ۱۸۶۷۰ به‌عنوان یکی از آثار ملی ایران به ثبت رسیده است.